# 田端公美
田端 公美（たばた くみ）は日本の弁護士、ニューヨーク州弁護士。

## 来歴
2004年 京都大学法学部卒業。京大法学部在学中は松岡久和の民法のゼミに所属。2006年3月 京都大学大学院法学研究科法曹養成専攻（法科大学院）修了。2006年12月 西村総合法律事務所勤務。2007年 弁護士登録（東京弁護士会）。2015年 ペンシルベニア大学ロースクール修了（LL.M.）。2017年 ニューヨーク州弁護士登録。

## 略歴
- 2004年3月：京都大学法学部卒業。
- 2006年3月：京都大学大学院法学研究科法曹養成専攻（法科大学院）修了（法務博士（J.D.））。
- 2006年12月：西村総合法律事務所勤務。
- 2007年：弁護士登録（東京弁護士会）。
- 2009年：経済産業省経済産業政策局産業組織課長補佐（〜2012年）
- 2012年：亜細亜大学法学部非常勤講師（金融商品取引法担当）。
- 2015年：ペンシルベニア大学ロースクール修了（LL.M.）。
- 2017年：ニューヨーク州弁護士登録。

## 著作

### 共著
- （太田洋（著）、野澤大和（著））『令和元年会社法改正と実務対応』（商事法務、2021年2月）

## 人物・活動
会社法（令和元年改正）での株式会社の補償契約については、社外取締役の関与は明示的に要求されていない。もっとも、社外取締役に期待される監督機能に鑑み、ベストプラクティスとして、社外取締役から同意を取得することは考えられるところであると述べている。